# Kris Eelen
Kris Eelen (1959) is een Belgische festivalorganisator (Reggae Bel) en politicus voor sp.a.

## Levensloop
Reeds in zijn jeugd was hij actief in de uitgangswereld, zo startte hij de alternatieve jeugdclub 'de 5frang' op in Kasterlee. Op zijn 15e organiseerde hij met deze jeugdclub zijn eerste festival achter de pastorie van het dorp. Op de tweede editie strikte ze Kayak, en het jaar daarop Thijs van Leer. In 1976 volgde (de toen net doorgebroken) Urbanus. Eelen studeerde marketing. 
In 1978 stond hij mee aan de wie van Reggae Bel, aanvankelijk een openluchtreggaefuif, waarvan hij tot op heden vanuit Funky Fun Productions de drijvende kracht is.
Zijn professionele carrière startte hij bij BENT, aanvankelijk deed hij daar de promotie, publiciteit en verkoop. Later stapte hij over naar technische crew. Toen wegens een subsidiestop BENT uitdoofde ging hij aan de slag bij Jan Decleir en zijn gezelschap. Hierop volgend richtte hij met Paul Schijvens (stichter Sfinks festival, en later De Roma) het theaterbureau Thassos op. Na een decennia samenwerking ging ieder zijn eigen weg en richtte Eelen Garifuna op. Hiermee deed hij de productionele omkadering van o.a. De Nieuwe Snaar, Guido Belcanto, Yasmine, Kris De Bruyne, Stef Bos, etc. Later kwam daar ook de Muziekfactorij bij, een productiehuis voor artistiek verdiepende muziek.
Hij is ondervoorzitter van de Federatie voor Muziekfestivals in Vlaanderen. Tevens was hij actief binnen de sp.a., zo was hij kandidaat voor het Vlaams Parlement in de kieskring Antwerpen. Vanop de 7e plaats op de kieslijst behaalde hij 2.440 voorkeurstemmen.